# Giorgio Meschini
Giorgio Meschini (Macerata, 7 febbraio 1956) è un politico italiano, sindaco della città di Macerata dal 4 maggio 2000 al 12 aprile 2010.

## Biografia
Laureato in Ingegneria nucleare, è libero professionista nel settore della sicurezza sui luoghi di lavoro, ambito nel quale anche ha anche insegnato in vari istituti. 
Impegnato in politica fin dalla giovane età con la Democrazia Cristiana, dal 1985 al 1993 è più volte assessore comunale a Macerata con varie deleghe. Dopo lo scioglimento della DC aderisce al Partito Popolare Italiano, con il quale nel 1995 viene eletto consigliere regionale nelle Marche, rimanendo in carica per un mandato.
Nel 2000 è candidato a sindaco di Macerata dalla coalizione di centrosinistra, dopo aver ottenuto il 36,5% al primo turno, vince poi il ballottaggio con il 56,1% dei voti. Nel 2001 confluisce nella neonata Margherita. Alle elezioni comunali del 2005 è ricandidato a sindaco dal centrosinistra, venendo confermato al primo turno con il 59,4% dei voti. Nel 2007 aderisce al Partito Democratico. Conclude il proprio mandato nella primavera del 2010.